# جون ميلينديز
جون ميلينديز (بالإنجليزية: John Melendez)‏ هو كاتب سيناريو وممثل أمريكي، ولد في 4 أكتوبر 1965 في ماسابيكوا في الولايات المتحدة.

## وصلات خارجية
- جون ميلينديز على موقع IMDb (الإنجليزية)
- جون ميلينديز على موقع ميوزك برينز (الإنجليزية)
- جون ميلينديز على موقع إن إن دي بي (الإنجليزية)
- جون ميلينديز على موقع ديسكوغز (الإنجليزية)
- جون ميلينديز على موقع قاعدة بيانات الفيلم (الإنجليزية)
- جون ميلينديز على موقع كينوبويسك (الروسية)